# خوليو إم. فوينتيس
خوليو إم. فوينتيس (بالإنجليزية: Julio M. Fuentes) هو قاضي ومحامي أمريكي، ولد في 16 فبراير 1946 في Humacao, Puerto Rico ‏ في الولايات المتحدة.

## وصلات خارجية
- خوليو إم. فوينتيس على موقع إن إن دي بي (الإنجليزية)